# Fundación John Templeton
La Fundación John Templeton fue creada en 1987 por el ya fallecido inversor y filántropo Sir John Templeton. El actual presidente es su hijo John M. Templeton, Jr. Se la conoce de forma habitual como Fundación Templeton. 

## Misión
La misión de la Fundación Templeton es: 
 Servir de catalizador filantrópico para el impulso de aquellos descubrimientos relacionados con las grandes cuestiones de la vida. Estas cuestiones abarcan desde la exploración de las leyes de la naturaleza y el universo, hasta la indagación acerca de la naturaleza del amor, la gratitud, el perdón y la creatividad. La visión nace del compromiso de Sir John Templeton con la investigación científica rigurosa y el conocimiento académico relacionado. El lema de la Fundación “Qué poco sabemos, qué ganas tenemos de aprender”, ejemplifica el apoyo a una investigación abierta y libre de prejuicios, así como la esperanza de contribuir al progreso de la humanidad a través de descubrimientos verdaderamente relevantes.

## Fundación
Según fuentes de la Fundación, ésta destina aproximadamente 70 millones de dólares cada año para programas de becas e investigación.
En enero de 2010, la Fundación modificó su proceso de concesión de becas. Ahora dicho proceso ha quedado estructurado en las siguientes cinco grandes áreas i) Ciencia y Grandes Cuestiones ii) Desarrollo del Carácter iii) Libertad y Libre Iniciativa iv) Talentos cognitivos excepcionales y genios y v) Genética. La Fundación recibe dos veces al año solicitudes de financiación tramitadas en línea, que son revisadas en relación con todas las solicitudes de ayudas recibidas durante el mismo periodo. Si la solicitud inicial recibe una aprobación preliminar, los solicitantes deben realizar una propuesta completa con posterioridad.
Normalmente, las becas son sometidas a un proceso de aprobación que incluye la evaluación científica por pares. La Fundación financia numerosos proyectos de investigación de alto nivel científico, generalmente a través de concursos internacionales en los que participan equipos de investigación de las principales y más importantes universidades del mundo.
En 2008, la Fundación recibió la Medalla Nacional de Humanidades otorgada por el Fondo Nacional para las Humanidades de EE. UU..

## Principales Áreas de Financiación
La fundación divide sus principales actividades en las siguientes áreas: 

### Ciencia y Grandes Cuestiones
El área más importante de financiación, Ciencia y Grandes Cuestiones, incluye los siguientes ámbitos: i) Ciencias físicas y matemáticas, ii) Ciencias de la Vida iii) Ciencias Humanas iv) Filosofía y Teología y v) Ciencia en Diálogo. 

#### Ciencias Físicas y Matemáticas
La fundación dirige su financiación a aquellas cuestiones centrales de las matemáticas que buscan un entendimiento más profundo de la naturaleza de la realidad dentro la esfera de la física, la cosmología, la astronomía, la química, u otras fuentes del conocimiento de la física. 
Algunos proyectos que han recibido financiación son por ejemplo el Instituto de Cuestiones Fundamentales creado por académicos del Instituto Tecnológico de Massachusetts y la Universidad de California en Santa Cruz. El FQXi apoya proyectos de investigación sobre cuestiones fundamentales de física y cosmología, y en concreto aquellas “nuevas fronteras e ideas innovadoras cruciales para un entendimiento profundo de la realidad, pero que normalmente no atraen el apoyo de las fuentes de financiación convencionales”.

#### Ciencias de la Vida
Ciencias de la Vida se encarga de financiar proyectos que estudian la evolución y naturaleza de la vida en general, de la vida humana en particular, y de la mente, centrándose en lo que afecta a los conceptos de valor y motivación. Los proyectos financiados abarcan toda una variedad de áreas desde las ciencias biológicas, la neurociencia, la arqueología y la paleontología.
Simon Conway Morris, de la Universidad de Cambridge, recibió una ayuda a la investigación en este ámbito por su proyecto ‘Mapa de Vida’ centrado en documentar ejemplos de [convergencia evolutiva]. 

#### Ciencias Humanas
El área de Ciencias Humanas financia proyectos que se valen de disciplinas como la antropología, la sociología, las ciencias políticas y la psicología para estudiar diversos conceptos morales y espirituales como el altruismo, la creatividad, el libre albedrío, la generosidad, la gratitud, el intelecto, el amor, la oración, y la motivación.
La Universidad de Purdue en Indiana, Estados Unidos, recibió financiación para establecer su Centro sobre Religión y Sociedad China, que estudia el impacto del papel de la religión en la sociedad china y entre la comunidad de origen chino establecida en todo el mundo.
Otro de los proyectos financiados ha sido el del cubano Luis E. Lugo, por su estudio sobre el Pentecostalismo Global centrado en Cristianos Pentecostales y Carismáticos en los Estados Unidos, Brasil, Chile, Guatemala, Kenia, Nigeria, Sudáfrica, la India, Filipinas y Corea del Sur.

#### Filosofía y Teología
El objetivo de esta área es el apoyo de proyectos que tratan desarrollar nuevos conocimientos filosóficos y teológicos y, de manera particular pero no exclusiva, en relación con aquellos avances en el conocimiento científico.
Anton Zeilinger, Profesor de Física de la Universidad de Viena, recibió una beca de la Fundación Templeton para dirigir una cátedra dirigida a jóvenes académicos interesados en la naturaleza de la realidad cuántica y sus implicaciones filosóficas.

#### Ciencia en Diálogo
La Fundación financia también aquellos proyectos que pongan una o más disciplinas científicas en una discusión mutuamente enriquecedora con la teología y/o la filosofía, y dirigidos a una audiencia académica o a un público más amplio. Ejemplo de ello es la financiación otorgada al Grupo Ciencia, Razón y Fe (CRYF) para iniciar las Lecciones conmemorativas Mariano Artigas, con el fin de promover la figura de dicho profesor y dar reconocimiento al trabajo de investigadores en el campo de la ciencia y la religión.
El Festival Mundial de Ciencia recibió una beca de la Fundación por su programa “Grandes Ideas”. Sirvió para presentar seminarios públicos sobre temas como la Nada - la sutil ciencia del vacío, el significado de ser Humano y la postulación de universos paralelos.

### Desarrollo del Carácter
La Fundación apoya una gran diversidad de programas, publicaciones y estudios en torno a las verdades universales sobre el desarrollo de carácter, desde la infancia hasta la madurez y la vejez. Las cualidades de carácter subrayadas por los estatutos de la Fundación incluyen el sobrecogimiento, la curiosidad, la diligencia, la capacidad emprendedora, el perdón, la capacidad de visión futura, la generosidad, la gratitud, la honestidad, la humildad, la alegría, el amor, la motivación, la fiabilidad, y la austeridad.
La Universidad de Stanford ha recibido una beca para la investigación llevada a cabo por William Damon sobre los tipos de compromiso que desarrollan los jóvenes y el modo en que evolucionan, como primera etapa del Proyecto Motivación Joven. 
Recientemente la Fundación ha otorgado a la Universidad de Chicago una beca para su investigación sobre un estudio interdisciplinario de la virtud. 
En relación con el desarrollo del carácter, la Fundación también apoya al Premio de la Motivación, una iniciativa de Civic Ventures. Este galardón es un proyecto a escala nacional que trata de inspirar en hombres y mujeres una visión de cómo vivir la jubilación con un sentimiento de propósito.

### Libertad y Libre Iniciativa
En su calidad de inversor exitoso, Sir John Templeton, un seguidor del liberalismo clásico desde Adam Smith a Milton Friedman, defendía que la libertad individual era fundamental para el progreso económico, social y espiritual. Pensaba que, sin la libertad económica, la libertad individual era frágil y vulnerable. Con este motivo, la Fundación apoya una amplia variedad de programas que promueven la libertad y la libre iniciativa.
Robert Townsend, de la Universidad de Chicago, recibió en 2007 una beca por su trabajo “La Iniciativa Empresarial” en colaboración con el Poverty Action Lab del Instituto Tecnológico de Massachusetts, el Centro para el Crecimiento Económico de la Universidad de Yale, y el Instituto de Computación de la Universidad de Chicago. El proyecto trata de buscar soluciones a la pobreza basadas en la iniciativa, a través del estudio de los factores específicos que contribuyen al éxito individual.
El fundador del Centro Hispano Americano para la Investigación Económica Alejandro A. Chafuen recibió una beca en este ámbito por su investigación “Descubrimiento e Innovación en la Libre Empresa” 
Otro investigador que ha recibido financiación es Álvaro Vargas Llosa, autor de Libertad para América Latina, quien empleó la beca para estudiar el modo en que las instituciones privadas están ayudando a paliar la pobreza en Latinoamérica y otros países en vías de desarrollo.
En 2009 el Instituto Invertir, una organización peruana, recibió el Premio Templeton a la Libertad por su programa de becas dirigido a universitarios emprendedores.
En 2008, el Instituto Juan de Mariana de España obtuvo el Premio Templeton en la categoría que reconoce los logros alcanzados por un think tank joven en la defensa del libre mercado y las libertades individuales. Otro think tank español, el Instituto Futuro, también logró el premio en la categoría de Iniciativa en Relaciones Públicas.
La Fundación Paraguaya recibió en el año 2009 el premio internacional Templeton a la Libertad, en la categoría Emprendeduría Social, concedido por la Atlas Economic Research Foundation, por su modelo de educación que hoy siguen más de 50 instituciones en 27 países, miembros de la red mundial Teach A Man to Fish (Enseña a un hombre a pescar).

### Talentos Cognitivos Excepcionales y Genios
La Fundación apoya a aquellos jóvenes que demuestran un talento excepcional en matemáticas y ciencias. En los Estados Unidos, la Fundación ha apoyado el aprendizaje avanzado para estudiantes capaces de manejar ideas y conceptos mucho más allá de sus niveles propios de enseñanza, y también ha apoyado estudios nacionales sobre el tema. A nivel internacional, se ha ofrecido mecenazgo a la formación académica y a competiciones para estudiantes con un potencial extraordinario y con aptitudes que no podrían desarrollar de otro modo a causa de sus circunstancias económicas o por carecer de suficiente apoyo educativo.
Un ejemplo de este trabajo es la beca otorgado a un académico de la Universidad de Princeton por su estudio: “Budapest: La edad de oro. Educación en Matemáticas en Budapest a principios del Siglo XX. Lecciones para la actualidad”.

### Genética
La participación de la fundación en el ámbito de la genética aún está en su etapa inicial dado que la concesión de becas se inició en 2010. La fundación está muy interesada en los grandes avances de la genética y en su utilidad para dotar de mayor capacidad a los individuos, y propiciar cambios culturales y sociales que generen beneficios espirituales.
Otra investigación en el ámbito de la genética que ha recibido el galardón es un estudio sobre la genética y el origen de la complejidad de organismos realizado por el Dr. Günter P. Wagner y la Profesora Alison Richard de la Universidad de Yale.
La Fundación ha establecido como una prioridad la financiación de estudios en torno al tema “¿Pueden las plantas transgénicas dar de comer al mundo?” 

## Las Grandes Cuestiones
La Fundación dirige las llamadas Conversaciones sobre las Grandes Cuestiones, una campaña concebida en colaboración con el diseñador Milton Glaser. Un panel de académicos de alto perfil y figuras públicas ha sido invitado a centrarse en una cuestión y elaborar un ensayo en respuesta a ese interrogante. Hasta la fecha, la Fundación ha planteado las siguientes preguntas:
- ¿Tiene un objeto el Universo?
- ¿Resolverá el dinero los problemas del desarrollo en África?
- ¿Hace la ciencia la fe en Dios obsoleta?
- ¿El libre mercado corroe la moral?
- ¿Explica la evolución la naturaleza humana?

Algunos de los colaboradores hasta la fecha son Bernard-Henri Levy, Ayaan Hirsi Ali, Christopher Hitchens, Jerome Groopman, Robert Reich, He Qinglian, Stephen Pinker, Francis Collins y Simon Conway Morris.

## Premios y galardones
La fundación participa tanto en la concesión de premios para logros específicos en categorías diferentes, como en el apoyo económico a la investigación en ciencia y teología. 

### El Premio Templeton
Junto a sus actividades principales, la fundación otorga el Premio Templeton, dotado con 1.6 millones de dólares, a ‘una persona viva que haya hecho una contribución excepcional a afirmar la dimensión espiritual de la vida, ya sea a través de una idea, de un descubrimiento, o de alguna acción concreta.’
El Premio Templeton se viene otorgando desde 1973. Su importe siempre es ligeramente mayor al del Premio Nobel. En 2008 el valor del premio fue de 1,6 millones de dólares. El premio ha sido otorgado a personalidades como la Madre Teresa, Taizé Prior, Roger Schutz, el evangelista Billy Graham, Aleksandr Solzhenitsyn y Baba Amte.
En 2009, recibió el galardón el físico y filósofo francés Bernard d'Espagnat. En 2008, fue galardonado el científico y sacerdote católico polaco Michael Heller, en reconocimiento a su investigación y erudición, que para la Fundación, han ampliado el horizonte metafísico de la ciencia.  En 2007, el Premio Templeton fue concedido al filósofo canadiense Charles Taylor, conocido por su postulado de que la sociedad secular occidental no satisface la natural búsqueda humana de sentido y significado. Según Sir Jonathan Sacks, el gran rabino del Reino Unido, “si existe la idea de santidad en la era secular, él merece el título de santo”. 
Otros galardonados recientes han sido: 
Charles H. Townes, Profesor de la Escuela de Graduados de la Universidad de California en Berkeley, que compartió el Nobel de Física de 1964 por sus investigaciones sobre las propiedades de las microondas y la co-invención del rayo láser.
George F. R. Ellis, de la Universidad de Ciudad del Cabo, cosmólogo teórico y defensor de equilibrar la racionalidad de la ciencia factual con el efecto causal de fuerzas más allá de la comprensión de la ciencia pura, abarcando temas como la estética, la ética, la metafísica y el sentido de las cosas.

## Gestión
Desde 1995, la gestión diaria de la Fundación la realiza el presidente John M. Templeton, Jr., hijo de su fundador y también socio del Club Elihu de Yale. Templeton, Jr., es un cristiano evangélico y, como persona de riqueza independiente, lleva también a cabo una importante actividad filantrópica separada de la propia de la Fundación, incluyendo el apoyo a diversos grupos que recaudan fondos para causas conservadoras.
Templeton Jr siempre ha mantenido sus creencias religiosas personales separadas de su gestión de la Fundación, de acuerdo con los deseos de su padre. La Fundación Templeton ha subrayado en numerosas ocasiones de manera explícita su total neutralidad política y religiosa.

## Preocupaciones
Ha sido cuestionada la relación de la fundación con el llamado Diseño inteligente en tanto que las becas apoyan proyectos de ciencia y religión. La fundación siempre ha desmentido categóricamente su apoyo a este movimiento. En 2005 afirmó que aunque había financiado proyectos de individuos que se identifican con la teoría del diseño inteligente, la Fundación era uno de los principales críticos del movimiento y estaba financiando proyectos que lo cuestionan.
En marzo de 2009, el Discovery Institute (Instituto para el Descubrimiento), un partidario del Diseño Inteligente, acusó a la Fundación Templeton de bloquear su participación en una conferencia en Roma financiada por la Fundación con el apoyo del Vaticano. El Reverendo Marc Leclerc, director de la conferencia, comentó sobre la falta de partidarios del Diseño Inteligente que “no lo consideramos una perspectiva científica, ni tampoco teológica o filosófica… esto hace el diálogo difícil, quizá imposible”. Francisco José Ayala, un biólogo especialista en la evolución, expresidente de la Asociación Americana para el Avance de la Ciencia y consejero de la Fundación, afirmó durante la conferencia que el Diseño inteligente y Creacionismo son “blasfemias” tanto para los cristianos como para los científicos.